# Munir Fachri Abd an-Nur
Munir Fachri Abd an-Nur, Mounir Fakhry Abdel Nour (arab. منير فخري عبد النور, ur. 21 sierpnia 1945) – egipski polityk, członek Nowej Partii Wafd, w latach 2011-2013 minister turystyki, a od lipca 2013 minister przemysłu i handlu zagranicznego w rządzie Egiptu. 

## Życiorys
Jest absolwentem Uniwersytetu Kairskiego oraz Uniwersytetu Amerykańskiego w Kairze. Po studiach związał się z biznesem, początkowo jako pracownik firmy American Express, a od 1981 jako przedsiębiorca działający na własny rachunek. Zasiadał też w zarządach giełd papierów wartościowych w Kairze i Aleksandrii. 
W 1995 rozpoczął karierę polityczną, bez powodzenia kandydując w wyborach parlamentarnych. W 2000 uzyskał mandat parlamentarny, a nieco później objął stanowisko sekretarza generalnego swojej macierzystej partii. W lutym 2011 został ministrem turystyki w gabinecie premiera Ahmada Szafika. Po zamachu stanu w 2013 roku i powstaniu rządu tymczasowego pod wodzą premiera Hazima al-Biblawiego został przeniesiony na stanowisko ministra przemysłu i handlu zagranicznego. 
Należy do mniejszości koptyjskiej.